# Parathyreus fulvescens
Parathyreus fulvescens är en skalbaggsart som beskrevs av Blanchard 1846. Parathyreus fulvescens ingår i släktet Parathyreus och familjen Bolboceratidae. Inga underarter finns listade i Catalogue of Life.